# Klapa Sveti Juraj HRM

## Povijest
Klapa je osnovana početkom 2001. godine s ciljem očuvanja i promicanja kulture a cappella pjevanja dalmatinske klapske pjesme, skladbi sakralnog i domoljubnog karaktera koje su kao najvrjedniji dio naše glazbene baštine. Osnovao ju je generalni vikar Vojnog ordinarijata u Republici Hrvatskoj, mons. Josip Šantić.
Klapa više od desetljeća uspješno predstavlja našu domovinu i njene Oružane snage na međunarodnom susretu vojski svijeta u Lurdu, gdje na svečanom otvaranju u Bazilici Pia X sudjeluje oko 30 tisuća vojnika iz cijelog svijeta.

### Djelovanje
Djelovanje klape HRM prvenstveno obilježava koncertna aktivnost i angažiranost na brojnim zadaćama unutar Oružanih snaga Republike Hrvatske i MORH-a. Od mnogih nastupa izvan domovine (Italija, Njemačka, Poljska, Belgija, Mađarska, Francuska, Austrija, BiH, Crna Gora) klapa je nastupala i u NATO bazi u Monsu (Belgija), u središtu zapovjedništva za Europu, gdje je predstavljala Oružane snage RH na cjelovečernjem koncertu. Klapa tradicijski nastupa na »Božićnom koncertu« Simfonijskog orkestra HV u KD »Vatroslav Lisinski« u Zagrebu kao i brojnim drugim koncertima u prigodama Dana Oružanih snaga Republike Hrvatske, Dana pobjede i domovinske zahvalnosti, Dana hrvatskih branitelja, Dana državnosti itd. U sklopu projekta HRT-a Hrvatska priča u zaljevu svetaca, klapa je održala niz koncerata u Boki kotorskoj zajedno s poznatim solistima: Krunoslavom Cigojem, Barbarom Othman i Miroslavom Živkovićem uz pratnju Tamburaškog orkerstra HRT-a kojim je ravnao maestro Siniša Leopold. 

### Nagrade i priznanja
Klapa je sudionik 11. europskog festivala muških komornih zborova koji se održao u Mađarskoj u Pečuhu od 22. – 25. rujna 2006. kao i festivala dalmatinske klapske pisme u Kaštel Kambelovcu na kojem je na večeri »Kaštelanski dir« 2005. osvojila srebrenu kulu Cambi (drugu nagradu publike). Nominirana je i za diskografsku nagradu Porin 2005. u kategoriji klasične glazbe za najbolju izvedbu većeg komornog sastava, komornog ili simfonijskog orkestra ili zbora skladbom Ave Maria.
Dana 29. lipnja 2005. u HNK u Zagrebu klapi je dodijeljena zlatna plaketa s kadenom Mare nostrum Croaticum za iznimno očuvanje i promicanje nacionalnog, kulturnog, povijesnog i vjerskog dobra hrvatskog naroda u svijetu.
Osim već spomenutih priznanja, klapa Sveti Juraj HRM je dobitnik brojnih priznanja i nagrada državnih i crkvenih institucija, udruga proizašlih iz domovinskog rata i mnogih drugih.
- 1. nagrada (osvojeno zlato) na internacionalnom festivalu u Boleslawiecu (Poljska) 2002. godine

- Srebrena kula Cambi (druga nagrada publike) na večeri »Kaštelanski dir« 2005. godine

- nominacija za diskografsku nagradu Porin 2005. u kategoriji klasične glazbe za najbolju izvedbu većeg komornog sastava, komornog ili simfonijskog orkestra ili zbora skladbom Ave Maria

- Zlatna plaketa s kadenom Mare nostrum Croaticum za iznimno očuvanje i promicanje nacionalnog, kulturnog, povijesnog i vjerskog dobra hrvatskog naroda u svijetu

- Zlatna plaketa Pelerinage Militaire International (PMI) u povodu 50. obljetnice Međunarodnog susreta vojska svijeta u Lurdesu, za izniman doprinos i sudjelovanje u međunarodnom programu 2008. godine

- Pozlaćeni povijesni grb grada Skradina – 1. nagrada stručnog ocjenivačkog suda za najbolju izvedbu izvorne klapske pjesme na 29. susretu dalmatinskih klapa u Skradinu 2008.

- Grand prix – festivala zabavne glazbe Split 2009. i treća nagrada stručnog ocjenjivačkog suda u suradnji s Đanijem Stipaničevim za pjesmu Mali Paškin

- 1. nagrada stručnog ocjenjivačkog suda i nagrada za najbolju dalmatinsku pismu na Međunarodnom festivalu Marko Polo u Korčuli 2010., za pjesmu »Zapivaj klapo moja«

- nominacija za diskografsku nagradu Porin 2011. – u kategoriji najbolja izvedba klapske glazbe skladbom »Jubavi ufanje veliko«

- 1. nagrada publike – sveukupni pobjednik 3. festivala marijansko-duhovne-klapske pjesme »Klape Gospi Sinjskoj« 2011. godine

- Nagrada grada Valpova 2017. godine

- Nagrada grada Kaštela 2018. godine

- Zlatna plaketa Udruge stopostotnih hrvatskih vojnih invalida 1. skupine za promicanje vrijednosti Domovinskog rata 2021. godine

- Grand prix festivala zabavne glazbe Split 2019. 1. nagrada publike i stručnog ocjenjivačkog suda u suradnji s Goranom Karanom i Tedijem Spalatom za pjesmu Kuća naše pisme

- Porin 2022. – glazbena nagrada za album Plovit se mora u kategoriji najboljeg albuma pop-folklorne glazbe izdanom povodom dvadeset godina osnivanja i rada klape

- Red hrvatskog trolista – odlikovanje za osobite zasluge u promicanju ugleda Republike Hrvatske i Hrvatske vojske koju joj je uručio hrvatski predsjednik Zoran Milanović 4. kolovoza 2022. na tvrđavi u Kninu povodom Dana pobjede, domovinske zahvalnosti i dana hrvatskih branitelja.

### Diskografska izdanja
Tijekom svog 21-godišnjeg rada klapa je izdala više od 150 audio i video snimaka kroz brojne albume (7 diskografskih izdanja Scardone i 13 live-promotivnih albuma) čija se tematika proteže od tradicionalnih dalmatinskih klapskih pjesama, napjeva svjetovnog i duhovnog karaktera do domoljubnih i modernih pjesama.      
- Sa krša ovog glasi te zovu
- Hrvatski Božić
- Domovini s ljubavlju (s orkestrom HV)
- Pismo moja
- Priče mora
- Tebe tražim, Bože moj
- Cvijet čežnje
- Ružo crvena
- Gospi Velikog hrvatskog zavjeta
- Zapivaj klapo moja – best of
- Misao svijeta
- Branik kršćanstva bijahu, Koncert Orkestra HRM i Klape Sveti Juraj HRM u Klisu
- Kraljica mora
- Vive L' Company
- Da nam nije ove lipe pisme (s orkestrom HRM)
- Zemljo moja
- Mi smo hrvatski mornari (s orkestrom HRM)
- Hrvatski ponos
- Oči u oči
- Klapa Sveti Juraj u Lisinskom (s orkestrom HRM)
- Zemljo moja snovima iznikla
- Plovit se mora

## Film
- dokumentarni film La Chorale de Croatie Nike Kostanića
- dokumentarni film 20 godina na valovima pjesme u izdanju Hrvatskih vojnih glasila snimljen u prosincu 2000. godine
- dokumentarni film Ponovni susret Nike Kostanića

## Vanjske poveznice
- www.klapa-sveti-juraj.com